# Oldřich Soukup
Oldřich Soukup (19. července 1920 Moravské Budějovice – 12. března 1942 Severní moře) byl český voják.

## Biografie
Oldřich Soukup se narodil v roce 1920 v Moravských Budějovicích, jeho otcem byl hodinář. V září 1937 se přihlásil dobrovolně do armády a nastoupil na pilotní výcvik. V lednu roku 1940 odešel do Francie, kde působil u letectva v Agde. Po kapitulaci Francie odešel do Velké Británie, v níž v červenci roku 1940 vstoupil do RAF a absolvoval její základní letecký výcvik. Od března téhož roku cvičil ve Flying training school a v červenci vstoupil do 311. československé bombardovací perutě.
V březnu 1942 se jako druhý pilot letounu, jemuž velel první kapitán Jiří Fína a jehož posádku dále tvořili navigátor Jaroslav Kula, radiotelegrafista Josef Cibulka a střelci Alois Mezník spolu s Františkem Raiskupem, účastnil náletu na Kiel. Když přelétali Severní moře, v důsledku silné námrazy jejich letadlo havarovalo a piloti museli nouzově přistát na rozbouřeném moři. Následné pátrací akce po letounu nebo po tělech vojáků skončily bezúspěšně. Jméno Oldřicha Soukupa je uvedeno na památníku obětem v Runnymede.